# Brandt Attema
Brandt Attema (Blessum, 1978) is de artistiek leider en bastrombonist van het Nederlands Blazers Ensemble (NBE). Sinds 2000 maakt hij deel uit van de vaste kern van het ensemble. In de zomer van 2024 volgde hij hoboïst Bart Schneemann op, die sinds 1988 de artistieke koers van het ensemble bepaalde en het zijn unieke signatuur gaf.
Sinds 2019 is Attema professor voor trombone aan de Hochschule für Musik in Karlsruhe, Duitsland.
Als solist en ensemble-lid treedt Attema wereldwijd op in kamermuziekensembles en orkesten. Naast zijn werk bij het NBE maakt hij deel uit van het internationale trombone-kwartet Slide Monsters en het Nieuw Trombone Collectief. Samen met harpiste Astrid Haring vormt hij duo Attema Haring, het eerste duo ter wereld in de unieke combinatie harp-bastrombone.
Attema was van 1999 tot 2019 bastrombonist bij het Radio Filharmonisch Orkest en is daarnaast te gast bij gerenommeerde orkesten door heel Europa. Ook was hij ruim tien jaar docent aan Codarts conservatorium Rotterdam en het Koninklijk Conservatorium Den Haag.
Sinds de oprichting is Attema actief betrokken bij Splendor Amsterdam, een culturele vrijplaats waar artiesten en publiek elkaar ontmoeten en inspireren. Hier experimenteert hij met unieke bezettingen, zoals het Bassic Quartet met tuba, basklarinet en baritonsaxofoon, of een duo met cimbalist Vasile Nedea. Met het Nieuw Trombone Collectief vervult hij een voortrekkersrol in het creëren van nieuw repertoire en met het Jong Trombone Collectief inspireert hij de jonge generatie trombonisten. De Slide Monsters, bestaande uit vier trombonisten van drie continenten, slaan een brug tussen klassiek en jazz en treden op in Amerika, Europa en Japan.

## Nederlands Blazers Ensemble
Het Nederlands Blazers Ensemble (NBE) is een groep van ruim 20 professionele musici die theatrale muziekprogramma’s spelen die zelden onder één muzikale noemer te vangen zijn. Met gezamenlijke bezieling en honger naar avontuur zijn de Blazers op zoek naar intrigerende samenwerkingen met musici uit andere culturen en crossovers met andere disciplines. Met vernieuwende programma’s wil het NBE een groot publiek verrassen, ontroeren en prikkelen.